# Tarmo (motortorpedbåt)
Tarmo (senare Taisto 1, även T 1) var en finländsk motortorpedbåt av T-klass som tjänstgjorde under andra världskriget. Tarmo sänktes av sovjetiskt flyg den 21 juni 1944. Under kriget gjorde fartygskonstruktören Jarl Lindblom förbättringar på den italienska Bagliettobåten och man licenstillverkade 6 av dessa i Finland och kallade dem för T-klassen (Taisto-båtarna). Ytterligare två färdigställdes efter Fortsättningskriget. Deras förbättrade skrovform gav dem bättre sjöduglighet. Utan last och bestyckning kunde fartygen komma upp i 63 knop.

## Fartyg av klassen
- Tarmo
- Taisto
- Tyrsky
- Tuima
- Tuisku
- Tuuli

efter kriget
- Taisto 7
- Taisto 8